# شاهين تبة (دشتابي الشرقي)
شاهین تبة (بالفارسية: شاهین‌تپه) هي قرية تقع في إيران في قسم دشتابي الشرقي الريفي. يقدر عدد سكانها بـ 2,402 نسمة .